# Glypta linearis
Glypta linearis là một loài tò vò trong họ Ichneumonidae.